# Sakuma Shōzan
Sakuma Shōzan (佐久間象山?; Shinshu, 22 marzo 1811 – 12 agosto 1864) è stato un politico giapponese e studioso dell'epoca Edo.

## Biografia
Fu il figlio di un samurai e nativo di Shinshu (信州?) nell'odierna prefettura di Nagano, all'età di 23 anni si recò a Edo, dove studiò per 10 anni le scienze cinesi (漢学). All'età di 33 anni iniziò a studiare le scienze occidentali con l'aiuto dello studioso Rangaku, Kurokawa Ryoan (黒川良安). Nel 1844 ottenne l'Huishoudelyk Woordboek, una traduzione olandese dell'enciclopedia scritta dal francese Nöel Chomel. Dall'enciclopedia imparò a fare il vetro, magneti, termometri e telescopi. L'enciclopedia venne successivamente tradotta in giapponese da Utagawa Genshin (宇田川玄真) con il titolo 厚生新編.
Nel 1849 apprese dell'elettricità e creò il primo telegrafo, 5 anni prima del dono di un telegrafo dal commodoro Perry nel 1854. Inventò anche macchine elettriche derivate dall'Elekiter.
Dal 1842, seguendo un'analisi della sconfitta della Cina da parte del Regno Unito nella guerra dell'oppio e il diffondersi dell'influenza occidentale in Asia, Sakuma Shōzan propose attivamente al Bakufu nel suo libro 海防八策 ("Otto politiche per la difesa del mare"), l'introduzione di metodi militari occidentali e la realizzazione di una difesa marittima. I suoi scritti gli portarono una certa notorietà e divenne l'insegnante di diversi futuri leader della modernizzazione (Yoshida Shōin, Katsu Kaishu, Sakamoto Ryōma).
Quando Yoshida Shoin venne arrestato nel 1853 per aver tentato di salire segretamente a bordo di una delle navi nere del commodoro Perry per studiare le costruzioni straniere, anche Sakuma Shōzan finì per 9 anni agli arresti domiciliari (蟄居) come complice. Durante il periodo di arresto continuò a studiare le scienze occidentali e sviluppò diverse macchine elettriche basate sull'elekiter e la batteria Daniell, il primo sensore sismico giapponese, così come miglioramenti ai cannoni.
Dopo la sua liberazione continuò a sostenere l'apertura dei porti giapponesi ai commerci con l'estero, così come il rinforzo del Bakufu mediante la collaborazione con l'amministrazione imperiale (公武合体論).

### Morte
Venne assassinato per le sue opinioni da alcuni gruppi radicali anti-stranieri (尊皇攘夷) che assunsero un hitokiri, chiamato Kawakami Gensai, che uccise Shōzan con un colpo alla luce del giorno.
Sakuma Shōzan coniò la frase, ancora usata oggigiorno, 和魂洋才 ("Etica giapponese, scienza occidentale"), come illustrazione del modo in cui il Giappone avrebbe dovuto gestire la modernizzazione.
Il figlio di Shōzan, Miura Keinosuke fu un membro degli Shinsengumi.